# Pajcsiu
A pajcsiu (baijiu) (kínaiul 白酒, pinjin: báijiǔ, szó szerinti jelentése: „fehér alkoholos ital”) magas alkoholtartalmú, színtelen égetett szeszes ital, melyet Kínában fogyasztanak. Gabonapárlat, leginkább cirokból vagy rizsből, ragacsos rizsből készítik. Gyakorta tévesen kínai borként hivatkoznak rá.

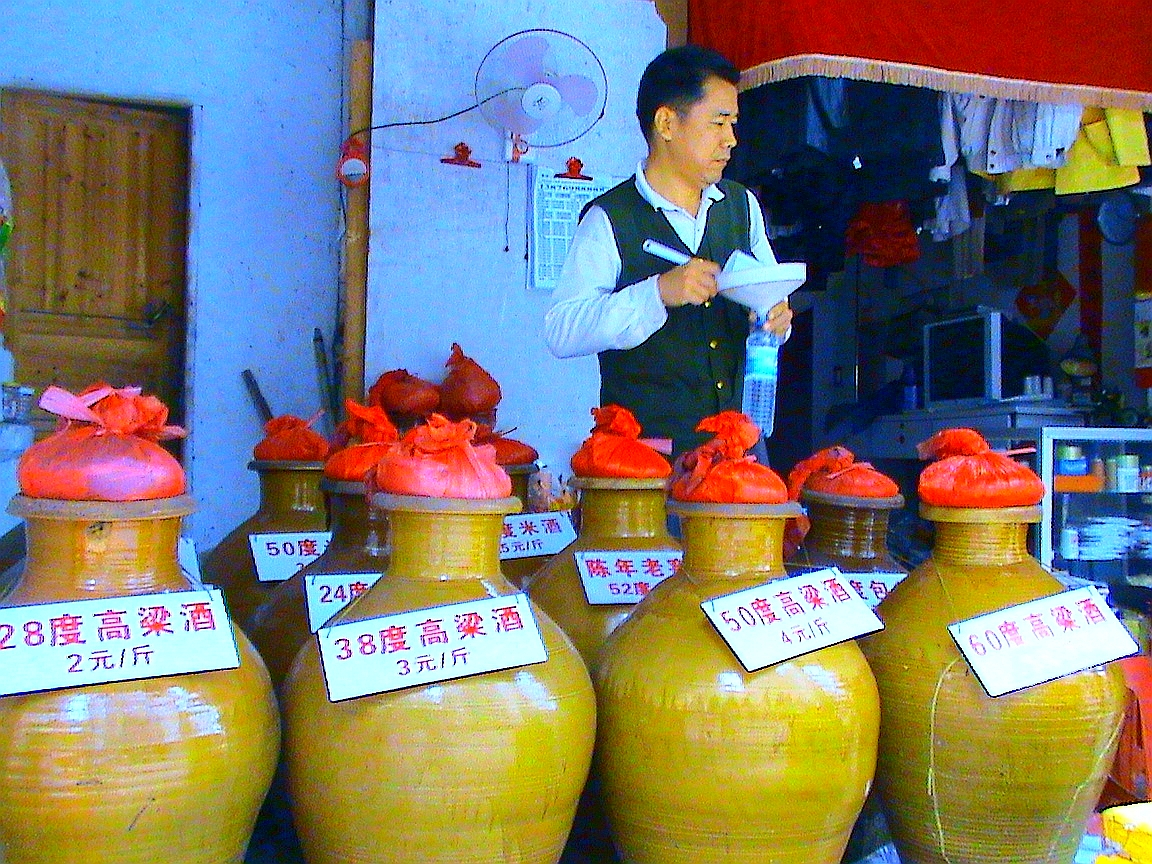

Többféle márkája és típusa létezik, a legolcsóbb 2-300 forintnak megfelelő jüanért már kapható, a neves márkák azonban akár több ezer jüanba is kerülhetnek, a valaha volt legdrágább üveg pajcsiu (baijiu) 22 millió forintnak megfelelő jüanért kelt el. A népszerű italt hamisítják is. Az egyik legismertebb márka a Maotai, mely Kujcsou (Guizhou) tartományból származik és már a 18. században is ismert, kedvelt császári ital volt. Különlegessége, hogy nyolcszor erjesztik és kilencszer párolják. Az erjesztést egy speciális, kifejezetten alkoholos italok készítésére alkalmazott, a kovászhoz hasonló kultúrával végzik.
Magas, akár 60%-os alkoholtartalma és szokatlan íze miatt európaiak általában nem igazán kedvelik. Számtalan változata létezik, amelyek osztályozása az íz alapján történik: négy fő és kilenc alkategóriát különböztetnek meg. Az íz elsősorban az alapanyagnak, a főzés során belekevert kiegészítő anyagoknak (pl. gyógynövények) illetve az érlelés körülményeinek köszönhető. Az alkoholtartalom másodlagos. Az előállítás helye és a helyi gyártási hagyományok figyelembe vételével regionálisan további csoportosítást alkalmaznak.